# Château de Chacé
Le château de Chacé est un château situé à Chacé, en France.

## Localisation
Le château est situé dans le département français de Maine-et-Loire, sur la commune déléguée de Chacé, membre de la commune nouvelle de Bellevigne-les-Châteaux. Il est la mairie, d'abord de Chacé, puis de Bellevigne-les-Châteaux.

## Description
Il s'agit de l'ancien château seigneurial. C'est une belle demeure de la fin du XVIIe siècle ou du XVIIIe siècle, construite en tuffeau avec un toit d'ardoise.
Il comporte un rez-de-chaussée, un étage et des combles munis de lucarnes. Il est composé d'un seul corps de logis, avec une porte centrale surmontée d'un fronton triangulaire. Ce corps de bâtiment est prolongé à chaque extrémité par des pavillons carrés en avancement, munis de frontons en arc surbaissé.
L'intérieur a été restauré et aménagé pour servir de salle des fêtes au rez-de-chaussée, de bureaux et de salles de réunion.
La façade nord regarde vers la place du Collier et le bourg de Chacé. La façade sud domine les vignes et la pente vers le Thouet.

## Historique
Il a été construit par la famille de Caulx ou de Caux, qui acquit la seigneurie de Chacé par mariage au XVIIe siècle. Il a été acheté par la commune en 1838, après la disparition de la famille de Caulx.
Après l'achat par la commune, il est devenu la mairie. Jusqu'à la construction de l'actuelle école Louis-Robineau dans les années 1960, il a également abrité l'école communale.
Il a été classé monument historique en 1968. Les façades et les toitures sont protégées.